# کانان (گرافتون)
کانان (به انگلیسی: Canaan) یک منطقهٔ مسکونی در ایالات متحده آمریکا است که در کینن، نیوهمپشایر واقع شده‌است. کانان ۱٫۷۷ کیلومتر مربع مساحت و ۴۴۲ نفر جمعیت دارد و ۲۸۸٫۴ متر بالاتر از سطح دریا واقع شده‌است.